# جزيرة تايمير
جزيرة تايمير هي جزيرة تقع في بحر كارا تابعة لروسيا.